# Рыночная стоимость
Ры́ночная сто́имость — наиболее вероятная цена, по которой товар или услуга могут быть проданы на свободном рынке в условиях конкуренции, когда стороны сделки действуют разумно, располагая всей необходимой информацией, а на цену сделки не влияют какие-либо существенные обстоятельства, то есть когда:
- одна из сторон сделки не обязана отчуждать объект оценки, а другая сторона не обязана принимать исполнение;
- стороны сделки хорошо осведомлены о предмете сделки и действуют каждая в своих интересах;
- объект оценки представлен на открытом рынке посредством публичной оферты, типичной для аналогичных объектов оценки;
- цена сделки представляет собой разумное вознаграждение за объект оценки и принуждения к совершению сделки в отношении сторон сделки с чьей-либо стороны не было;
- платёж за объект оценки предполагается в денежной форме.

## Виды стоимости
В законодательстве, регламентирующем оценочную деятельность (Федеральный закон от 29.07.1998 N 135-Фз «Об оценочной деятельности в Российской Федерации», Федеральные стандарты оценки) определены следующие виды стоимости:
- рыночная стоимость;
- инвестиционная стоимость;
- ликвидационная стоимость;
- кадастровая стоимость.

### Рыночная стоимость
Рыночная стоимость определяется оценщиком, в частности, в следующих случаях:
- при изъятии имущества для государственных нужд;
- при определении стоимости размещенных акций общества, приобретаемых обществом по решению общего собрания акционеров или по решению совета директоров (наблюдательного совета) общества;
- при определении стоимости объекта залога, в том числе при ипотеке;
- при определении стоимости не денежных вкладов в уставный (складочный) капитал;
- при определении стоимости имущества должника в ходе процедур банкротства;
- при определении стоимости безвозмездно полученного имущества.

## Определение рыночной стоимости
Определение рыночной стоимости производится оценщиками, осуществляющими свою деятельность в соответствии с Законом Российской Федерации — России «Об оценочной деятельности»

## Подходы к оценке
В мире применяют следующие подходы к оценке рыночной стоимости:
- Затратный подход — совокупность методов оценки стоимости объекта оценки, основанных на определении затрат, необходимых для восстановления либо замещения объекта оценки, с учетом его износа. Затратами на воспроизводство объекта оценки являются затраты, необходимые для создания точной копии объекта оценки с использованием применявшихся при создании объекта оценки материалов и технологий. Затратами на замещение объекта оценки являются затраты, необходимые для создания аналогичного объекта с использованием материалов и технологий, применяющихся на дату оценки.
- Сравнительный (рыночный) подход — совокупность методов оценки стоимости объекта оценки, основанных на сравнении объекта оценки с аналогичными объектами, в отношении которых имеется информация о ценах сделок с ними. Объектом — аналогом объекта оценки для целей оценки признается объект, сходный объекту оценки по основным экономическим, материальным, техническим и другим характеристикам, определяющим его стоимость.
- Доходный подход — совокупность методов оценки стоимости объекта оценки, основанных на определении ожидаемых доходов от объекта оценки.

## Методы оценки рыночной стоимости объектов оценки

### Ювелирные изделия
Процесс оценки ювелирного изделия с драгоценными камнями включает оценку (1) стоимости драгоценного металла, (2) камней и (3) трудозатрат на изготовление этого изделия.
При определении рыночной цены предварительно необходимо провести геммологическую экспертизу, которая включает диагностику вставок, определение их характеристик. Так, например, как разница в рыночной стоимости природных драгоценных камней и их синтетических аналогов огромна. Необходимо также различать метод изготовления украшения. Так, например, Ювелирные изделия, изготовленные вручную, стоят значительно дороже, чем аналогичные, изготовленные методом литья.